# KmPlot
是KDE教育計劃中一个可以绘制数学函數的软件。
它内建一個强大的解析器，可以同时绘制不同的函数并将他们合并为新的函数。支援參數函數和极坐标函数绘图。支持多种网格模式，可以根據精度標準用正确的比例印成图表。
KmPlot還提供一些算術和視覺功能，例如填充和計算函數曲線與第一個坐標軸之間的面積、動態調整函數參數等。

## 功能
- 強大的數學解析
- 精確度量的列印
- 不同的繪製類型（函數、參數、极坐标）
- 高度可配置的視覺設置（圖線、軸、網格）
- 輸出成點陣圖格式（BMP和PNG）和可伸縮矢量圖形（SVG）
- 支持縮放
- 繪製第1和第2導函數和積分標繪圖
- 各種標繪圖工具：找到最大最小值、取Y值，和繪出函數和y軸之間的區域。

1. ↑  . 2023年10月12日  [2023年10月13日].